# Arashi no yoru ni
Arashi no yoru ni (jap. あらしのよるに; pl. Pewnej burzowej nocy) – japońska powieść, pierwsza z serii książek dla dzieci autorstwa Yūichi'ego Kimury z ilustracjami Hiroshiego Abe. W 1995 roku książka zdobyła nagrody podczas 42. Sankei Children's Literature Culture Award i 26. Kōdansha Literature Culture Award.

## Historia
Anime opowiada o przyjaźni wilka (Gabu) i koźlęcia (Mei)
Akcja rozpoczyna się w nocy podczas burzy. Mei szukając schronienia trafia do opuszczonej stodoły.

## Podkładali głos
- Gabu – Shidō Nakamura
- Mei – Hiroki Narimiya

- Giro (Wilczy wódz) – Riki Takeuchi
- Barry (Starszy brat Gabu) – Kōichi Yamadera
- Bicchi (Towarzysz Gabu) – Tetsuya Yanagihara
- Zaku (Towarzysz Gabu) – Yoshiyuki Hirai

- Tapu (Starszy brat Mei) – Shōzō Hayashiya
- Mii (Przyjaciel Mei) – Maya Kobayashi
- Babcia Kóz – KABA-chan
- Starsza Koza – Eiji Bandō

- Matka Gabu – Yū Hayami
- Babcia Mei – Etsuko Ichihara

## Obsada
- Autor historii – Yūichi Kimura
- Reżyser – Gisaburo Sugii
- Kierownik – Tsuneo Maeda
- Charakteryzator – Marisuke Eguchi
- Kontroler prac – Yukio Abe
- Muzyka – Keisuke Shinohara
- Końcowa piosenka: "Star" wykonana przez aiko